# Las Salinas, Dominikanska republiken
Las Salinas är en kommun i Dominikanska republiken.   Den ligger i provinsen Barahona, i den sydvästra delen av landet, 140 km väster om huvudstaden Santo Domingo. Antalet invånare i kommunen är cirka 4 700.
Terrängen runt Las Salinas är platt norrut, men söderut är den kuperad. Terrängen runt Las Salinas sluttar norrut. Runt Las Salinas är det ganska tätbefolkat, med 104 invånare per kvadratkilometer. Närmaste större samhälle är Cabral, 10,8 km öster om Las Salinas. 